# Krzemień-Zagacie
Krzemień-Zagacie [ˈkʂɛmjɛɲ zaˈɡat͡ɕɛ] est un village polonais de la gmina de Jabłonna Lacka dans le powiat de Sokołów et dans la voïvodie de Mazovie, au centre-est de la Pologne.